# Челны (Кукморский район)
Челны́ (тат. Чаллы) — деревня в Кукморском районе Республики Татарстан, в составе Туембашского сельского поселения.

## География
Деревня находится на реке Тойменка, в 12 км к северу от районного центра, города Кукмора.

## История
В «Списке населенных мест по сведениям 1859—1873 годов», изданном в 1876 году, населённый пункт упомянут как казённая деревня Челны 2-го стана Малмыжского уезда Вятской губернии. Располагалось при речке Тойминке, на Елабужском почтовом тракте, в 37 верстах от уездного города Малмыжа и в 18 верстах от становой квартиры в казённом селе Поляны (Вятские Поляны). В деревне, в 33 дворах жили 255 человек (118 мужчин и 137 женщин), была мечеть.

## Экономика
Земледелие, скотоводство, пчеловодство, .

## Социальные объекты
Начальная школа, клуб, библиотека. 

## Религиозные объекты
Мечеть.